# Chuny Anzorreguy
Chuny Anzorreguy es una escritora argentina, nacida en Olavarría, provincia de Buenos Aires. Ha escrito hasta la fecha 4 novelas.

## Obras
- Espejo de Sombras (1990).
- Escuche como aúllan los vientos (1992).
- El Ángel del Capitán (1996). Biografía del capitán croata Miro Kovacic.
- La Delfina, una Pasión (2000).